# ヴァルトビュッテルブルン
ヴァルトビュッテルブルン (ドイツ語: Waldbüttelbrunn) はドイツ連邦共和国バイエルン州ウンターフランケン地方のヴュルツブルク郡の町村（以下、本項では便宜上「町」と記述する）である。

## 概要
ヴァルトビュッテルブルンはバイエルン州北部、ヴュルツブルクの西約8kmに位置する。

### 自治体の構成
この町は、公式には3つの地区 (Ort) からなる。
- メーデルホーフェン
- ロスブルン
- ヴァルトビュッテルブルン

面積は合わせて1,916 ha、そのうち406.71 ha が森林、1,177.47 ha が農地、131.26 ha が住宅地である。町の北部には産業地域があり、約1200人が働いている。

## 歴史
この村は748年に "Büttelbrunn" として初めて文献上に記録されている。ザンクト・ブルクハルト騎士領の贈与に伴って名前が挙げられている。
ヴュルツブルク司教領の一部として、ヴァルトビュッテルブルンは1803年にまずバイエルン大公領に世俗化された。その後、プレスブルクの和約に基づいてトスカーナ大公フェルディナンド3世によって創設されたヴュルツブルク大公国に移されたが、1814年に最終的にバイエルン王国領となった。バイエルンの行政改革の時代、1818年の市町村令によって現在の自治体が成立した。
1866年に普墺戦争最後の戦闘の一つがこの地で戦われた。
1998年、この町は1250年祭を祝った。

## 行政
この町の首長はクラウス・シュミット (SPD) である。

### 紋章
ヴァルトビュッテルブルンの紋章は、赤地で中央に町の名前の一部にもなっている泉 (Brunn)。

### 姉妹都市
- レムプテンドルフ（ドイツ、テューリンゲン州）1990年
- Fleury sur Orne（フランス、カルヴァドス県）1990/91年
- ラドミシュル・ナト・サネム（ポーランド、ポトカルパチェ県）

## 経済と社会資本

### 教育
- 基礎課程・本課程学校（国民学校） 1校

## 引用
1. ↑  https://www.statistikdaten.bayern.de/genesis/online?operation=result&code=12411-003r&leerzeilen=false&language=de Genesis-Online-Datenbank des Bayerischen Landesamtes für Statistik Tabelle 12411-003r Fortschreibung des Bevölkerungsstandes: Gemeinden, Stichtag (Einwohnerzahlen auf Grundlage des Zensus 2011)
2. ↑  Bayerische Landesbibliothek Online